# 语言歧视
语言歧视是一種基于语言和说话特点的歧視。有些人會因自己的第一语言、口音、词汇量（说话者是否掌握复杂多样的词汇）、句法而受到不公平待遇。例如，在法国讲奥克语的人与讲法语的人受到的待遇並不同。一个人可能根據另一個人使用的语言來判斷其财富、教育、社會地位、性格以及其他特征，这可能导致歧视。